# Tajemnica wygasłych wulkanów
Tajemnica wygasłych wulkanów – powieść fantastyczna dla młodzieży, autorstwa Maurice’a Gee, z 1979 roku.
Historia nastolatków, z którymi podczas wakacji kontaktuje się tajemniczy pan Jones. Twierdzi, że tylko oni są w stanie uratować świat przed zagrażającą mu zagładą ze strony niebezpiecznej rasy kosmitów...
Utwór został dwukrotnie zekranizowany - w obu przypadkach przez twórców z Nowej Zelandii :
- Tajemnica wygasłych wulkanów (miniserial), z roku 1982
- Tajemnica wygasłych wulkanów (film), z roku 2009